# 吉村和郎
吉村 和郎（よしむら かずお、1951年7月6日 - ）は日本の柔道家（八段）。熊本県出身。現役時代の階級は71キログラム級。

## 経歴

### 幼少期から学生時代
熊本県熊本市に4人兄妹の末弟として生まれ、兄の影響や父親の勧めで小学校1年次時より柔道を始める。典型的なスパルタ教育をする父（ただし、柔道には素人であった）の元、体を大きくするために練習前にうどんやラーメンを食べさせられ、練習後にも必ず牛乳を3本飲ませられたほか、兄たちが強かった関係で、小学校高学年になると少年部のみならず一般部の稽古にも参加していたため、柔道家としての礎が築かれていった。
兄が通っていた柳川商業高校（現・柳川高校）に進学し、1年次にインターハイの県予選で準優勝、これを勇んで父に報告すると「そんな調子なら柔道をやめろ」と激怒されたため、この父親を見返すために高校時代は土日を含め毎日のように猛練習を積んだ。その結果、3年次にはインターハイで全国優勝。
1970年、兄の勧めで日本大学に進学してからは、71年に全日本新人体重別選手権（中量級）での優勝や翌72年全日本選抜体重別選手権（軽中両級）での3位入賞などの実績を残し、1973年にスイス・ローザンヌで開催された世界選手権の軽中量級代表に選出される。

### 世界選手権とオリンピック
世界選手権では、同じ階級に出場した野村豊和がソ連のアナトリイ・ノビコフに敗れるも敗者復活戦で勝ち上がってきたため、準決勝で吉村と戦う事となったが、リードしたまま残り時間40秒で試合会場の時計を見た吉村は背負投で「技あり」を取られ、逆転負けをしてしまう。
この件に関し吉村は、野村が前の試合で脳震盪を起こしていた事に加え、吉村もそれまで野村に負けた事が無かった事や、吉村自身はもう一方の準決勝の両者（ソ連のノビコフと東ドイツのディートマール・ヘトガー）に過去の大会で勝利していた事から、自身の金メダルを確信したため「心にスキがあった」と述懐している。
日本大学卒業後は、恩師の木村忠雄をたより警視庁に入庁。
1976年のモントリオールオリンピックでは、自身の足の負傷もあり代表の座を蔵本孝二に譲ってしまう。吉村は翌77年の世界選手権に照準を定め、同年の全日本選抜体重別選手権で優勝し日本代表に選出されるが、出発の1週間前になり政治問題絡みで大会そのものが中止となる。29歳で迎える1980年のモスクワオリンピックでは、日本がオリンピックへの出場をボイコットした（モスクワオリンピック#ボイコット問題）ため、またも出場できなかった。

### 引退から指導者へ
1度だけ出場した世界選手権以降は不運が重なり、大きな国際大会に出場できないまま1980年に引退。引退後、柔道私塾「講道学舎」の横地治男理事長に誘われ、同年6月より岡野功の後任として指導者となる。これを引き受けた理由について後に吉村は、「世田谷の一軒家に住めて、週3日、1日1時間だけ指導すれば良いという好条件に惹かれたためで、生徒を強くする使命感は当初なかった」と述べている。実際には土日を含む毎日の練習で古賀稔彦、吉田秀彦、秀島大介ら後のオリンピックや世界選手権の金メダリストを育て上げたほか、1982年金鷲旗大会や1985年高校選手権などで世田谷学園高校を全国優勝に導いた。
1986年アジア大会より全日本柔道連盟コーチを務め、全日本ジュニアチームヘッドコーチも務めるが世界ジュニア選手権では金メダルに至らなかった。1996年9月より野瀬清喜の後任として全日本女子チーム監督を務め、最初の世界選手権である1997年世界選手権パリ大会では女子初の複数金メダル2つをチームにもたらした。次の1999年世界選手権パリ大会では倍増の金メダル4つ、2000年シドニーオリンピックでは金メダル1つ、その後2回の世界選手権ではそれぞれ金メダル3つ、監督としての集大成とも言える2004年アテネオリンピックでは金メダル5つをもたらす事となった。この当時、代表チームのコーチを務めていた山口香は後に女子監督としての吉村を次のように評した。
｢代表選手に対しては誰に対しても裏表なく接していて、スター選手であった谷亮子に対しても特別扱いをすることはなかったので、男子以上に指導者の態度に敏感な女子の指導に適していた。ウォーミングアップの段階から選手にちょっかいを出すなどして笑いを誘い出しその場を和ませるので、厳しい練習にも選手は従い笑顔が絶えなかった。指導者と選手の間で最も重要な信頼関係を笑いの中であっという間に築いていたので、｢チーム吉村｣は明るいチームとして結束していた。さらには、栄養管理士なども国際大会に帯同させて全てのスタッフをチームの一員として迎え入れ活用することに長けていた｣。
その後、2006年には全柔連強化委員長の座に就き、自身の世界選手権やオリンピックの経験を踏まえて選手たちには「チャンスは何度も来ない。一度でものにしろ。」と指導した。

### ロンドン五輪の惨敗
2012年5月には体重別直後のロンドンオリンピック代表選手発表記者会見に出席して、代表選手の階級と名前を読み上げたものの、男子60kg級で長年この階級の代表を務めてよく知っているはずの平岡拓晃の名前を読むことが出来ず、さらには、「キログラム」をまともに発音することもほとんどできないという有様であった。この会見をテレビで見た視聴者からは「酒を飲んでしゃべらせるんじゃない！」という苦情が全柔連に寄せられた。ただし、実際には吉村は酒は全く飲まない。さらに、この時の模様は動画サイトのYouTubeやニコニコ動画にも投稿されて多数のアクセスを呼んだ。また、この記者会見は、全柔連の許可を得たフジテレビの意向により、代表候補を同席させた上で選出選手と落選選手の表情がテレビ画面にアップで映し出される演出が見せ物のように行われたため、「全日本女子ナショナルチーム 国際試合強化選手15名」名義の声明文において、「互いにライバルとして切磋琢磨し励まし合ってきた選手相互間の敬意と尊厳をあえて踏みにじるような連盟役員や強化体制陣の方針にも、失望し強く憤りを感じました」と批判されることとなった。
そして迎えた2012年7月のロンドンオリンピックでは男子は五輪史上初めて金メダル0、量産が期待された女子も金メダルが1個という結果に終わった。
女子48kg級代表に世界選手権2連覇中の浅見八瑠奈ではなく福見友子を選出して5位、女子52kg級代表に2010年世界チャンピオンの西田優香ではなく中村美里を選出して初戦敗退、男子73kg級代表に投げ技・寝技共に得意で実績豊富な秋本啓之ではなく中矢力を選出したが銀メダル止まり、などの経緯から責任を問われる事となった。
ロンドンの惨敗を受けてなお、「1期より2期やらせた方がいい」「誰も負けようと思ってやっていない。たまたま、こういう結果になった」「男女の両監督は五輪1大会しか務めていないし、残すのが前提」などと、男子監督の篠原信一と女子監督の園田隆二の続投を支持する発言を機会あるごとに強調し続けてきたが、結果的に篠原が辞意を固めたため、男子の監督は井上康生が務める事になった。一方、続投となった園田は2012年12月にロンドンオリンピック代表を含む15名の強化選手にその暴力体質をJOCに告発されると、それが公になった2013年2月には監督を辞任するに至った。
自らの進退に関しては、ロンドンオリンピック終了直後に「選手を信じてやってきたが、これはおれの責任。進退伺を出すしかないだろう」と発言し、9月10日の専門委員長会議においても「進退伺を出している。上層部の決定に従う」と言明したが、全柔連専務理事の小野沢弘史によれば、実際には進退伺など提出していなかったという。10月20日の全柔連理事会では任期満了に伴う強化委員長からの退任及び、新たに増設された強化担当理事への昇格という人事が展開された。

### 全柔連の不祥事
2013年2月5日には女子柔道強化選手への暴力問題の責任を取る形で強化担当理事を辞任する事になった。その際に本人から、｢強化合宿で暴力が振るわれた現場は一度も見た事がなく、もしあったなら何らかの処置を取っていた｣との認識が示された。
インタビューでは｢選手たちの意見を聞くのは時代の流れだろうが、指導者と選手の対等な関係を望むなら告発選手は名前を出して訴えるべきではなかったのか｣と語り、暴力的な指導の後も選手から色紙を貰った事などから訴えに納得がいかない心境を語ったが、JOCの聞き取りの結果、それらの行為は選手が自衛のために、完璧な信頼関係を作っているかのように演じていたに過ぎなかったと、報じられた。一方、園田監督も吉村本人も、信頼関係に微塵も疑いをもっていなかったという。
3月13日には日本スポーツ振興センターから全柔連の指導者に支給された助成金の一部が、全柔連強化委員会の指定する口座に振り込むように指示されて、それが内部留保金として飲食費や接待費などの親睦会費に不正に流用されていた疑惑が発覚した。吉村は強化委員長時代に留保金の管理に当たっていたが、私的流用は一切なかったと釈明した。
4月26日には助成金の不正受給及び流用疑惑を調査していた第三者委員会が中間報告を行い、日本スポーツ振興センターから指導者に支給されていた助成金の一部を強化留保金として飲食費などに使用していた件に関して、全柔連事務局から受給者に拠出金の請求メールや、支払いが遅れた場合には督促のメールがなされていたこと、事務局の金庫に留保金の預金通帳が保管されていたことなどから全柔連による組織的関与があったと認定した。留保金は「社会通念に照らして不適切」、全柔連は組織として「公金である助成金に対する順法精神を欠いていた」とも指摘した。吉村に留保金の管理権限があった強化委員長時代には出納を一切記録せず、領収書もほとんど整理されていない杜撰な管理状況だったので、強化委員長を退任する際に約2800万円にも達した留保金を受給者に返還しようにもできず、全柔連内の自身の机に保管していた。また残っていた領収書の一部を破棄したが、それに関しては「退任するにあたり、きれいな形にしたかった」と述べた。
6月21日には第三者委員会が最終報告書を公表して、2007年から指導者27名が3620万円の助成金の不正受給に関わっていたことを明らかにした。これに目的外使用の留保金3345万円も含めると計6055万円にも上ることになった。報告書によれば、当時の強化委員長だった吉村が助成金の受給者となる強化選手とその選手を担当することになる指導者を一方的に決めており、選手も指導者も事前には何も知らされておらず、それに異論を述べることも出来なかったと指摘して、この問題で「最も重い責任を負う」人物と認定した。さらに、4月に公表された中間報告書に対して全柔連が計3度にわたって提出した要望書という名の反論文書のなかで、吉村は「たった１人の常軌を逸した人物」と描写されていた。
7月2日に吉村と全柔連会長である上村春樹は、元衆議院議員の本村賢太郎らによって、強化助成金の不正受給及び強化留保金の不正使用で「日本スポーツ振興センターと国に損害を与えた」として、東京地検に背任罪で告発された。本村は「柔道界のイメージは最悪。根源は上村会長と吉村前強化委員長にある。柔道界だけで処理せず、法の裁きを受けてほしい。」と訴えた。
8月21日の臨時理事会において、不正受給及び不正流用した助成金約6055万円のうち、留保金の残金約2400万円をまず返還に充て、辞任することになった理事と監事計26名が約1680万円、残りは吉村和郎を始めとした不適切な受給に関わった27名が約2000万円をそれぞれ負担することに決めた。それでも返還額が満たない場合は理事会が最終的な責任を以って弁済に講じることになった。
10月に全柔連は新体制に移行したことに伴い、女子柔道の暴力指導問題で戒告処分を受けていた吉村に対して、新たに1年の会員登録停止の処分を下したことを公表した。この期間に全柔連が主催する大会でコーチなどを務めることが禁じられる。しかし、所属先での指導や試合会場への出入りは認められることになった。
2014年6月には講道館の評議員を辞任した。
2014年12月3日に東京地検特捜部は、吉村が元全柔連会長の上村春樹とともに詐欺容疑で告発されていた一件に関して、嫌疑不十分のため不起訴にすると発表した。両者は助成金の不正受給やその一部を上納させていた問題により告発されていたが、助成金を詐取する意図があったとまではいえないと特捜部に判断される次第となった。

## 主な戦績
- 1969年 - インターハイ（優勝）
- 1971年 - 全日本新人体重別選手権（優勝）
- 1973年 - 世界選手権（3位）
- 1977年 - 体重別（優勝）
- 1978年 - 嘉納杯（優勝）
- 1979年 - フランス国際（優勝）
- 1979年 - プレオリンピック大会（3位）